# Katedra św. Jana w Los Angeles
Katedra św. Jana w Los Angeles (ang. St. John's Cathedral, Los Angeles) – kościół episkopalny, który jest jednocześnie kościołem parafialnym i katedrą Episkopalnej Diecezji Los Angeles obejmującej 5 i częściowo 1 hrabstw stanu Kalifornia. Chociaż kościół został ufundowany w 1890 roku, to obecna neoromańska budowla została wzniesiona w 1925 roku. W 2000 katedra została wpisana do rejestru National Register of Historic Places. Świątynia mieści w centrum Los Angeles przy 514 West Adams Boulevard. 